# Fiume Bagrot
Il fiume Bagrot (urdu: دریا‌ۓ بگروٹ) è un fiume del Gilgit-Baltistan nel Pakistan settentrionale. Esso nasce nella valle di Bagrot tra le montagne del Karakoram nel distretto di Gilgit.
Il fiume scorre facendo un breve corso lungo strada di Bagrote si immette nel fiume Gilgit alla fine dei villaggi Jalalabad e Oshikhandass. Il fiume lungo la strada di Bagrote porta diretto alla celebre montagna di Rakaposhi, dodicesima più alta vetta in Pakistan.